# Falcapyris
Falcapyris là một chi bướm đêm thuộc họ Noctuidae.